# Чавчавадзе, Николай Зурабович
Николай Зурабович Чавчавадзе (груз. ნიკოლოზ ზურაბის ძე ჭავჭავაძე, (22 октября 1830, Кварели, Грузинская губерния, Российская империя — 9 марта 1897) — князь, российский генерал, участник Кавказской войны. В обществе именовался как «Большой Нико» («დიდი ნიკო»)

## Биография
Родился 22 октября 1830 г. в родовом селении Кварели в Кахетии, Грузия. В армии с 1847 года. За бои с горцами получил в 1849 г. солдатский Георгиевский крест. 23 апреля 1850 г. произведён в первый офицерский чин.
Участник Крымской войны 1853—1856 гг. В должности командира конной сотни Кахетинской милиции отличился при отражении турецкого вторжения в Гурию (Западная Грузия), был дважды ранен (пулей навылет через шею и плечо и саблей в руку), за боевое отличие переведён в гвардию.
После Крымской войны неоднократно принимал участие в боях с горцами на Черноморской линии и в Чечне и Дагестане; в 1859 г. был награждён орденом св. Владимира 4-й степени с мечами и бантом и в 1861 г. — орденами св. Анны 3-й степени с мечами и бантом и св. Станислава 3-й степени.
С 1863 года — полковник. Воинский начальник Западного Дагестана в 1866—1876 гг. 30 августа 1869 г. произведён в генерал-майоры (со старшинством от 26 ноября 1871 г.).
26 февраля 1872 г. зачислен в Свиту Его Императорского Величества. Во время русско-турецкой войны 1877—1878 гг. командовал сводной кавалерийской дивизией на турецкой границе, затем был назначен воинским начальником Дагестанской области; за храбрость получил золотую саблю с бриллиантами и надписью «За храбрость». В 1880—1883 г. исполнял обязанности командующего войсками Дагестанской области, затем был военным губернатором Дагестанской области.
30 августа 1881 г. произведён в генерал-лейтенанты; в 1892 г. назначен генерал-адъютантом и в 1896 г. произведён в генералы от кавалерии.
За боевые отличия и успехи по службе получил ордена: св. Владимира 3-й (1867) и 2-й (1887 г.) степеней, св. Станислава 2-й с императорской короной (1864 г.) и 1-й (1871 г.) степеней, св. Анны 2-й с мечами и бантом (1863 г.) и 1-й (1875 г.) степеней, Белого Орла (1887 г.), св. Александра Невского (1891 г.).
Был женат, имел двух сыновей.
Умер 9 марта 1897 г., погребен в Кварели, Грузия, в церкви, построенной на его средства.